# Austin Vetter
Austin Anthony Vetter (ur. 13 września 1967 w Linton) – amerykański duchowny katolicki, biskup Heleny od 2019.

## Życiorys
Święcenia kapłańskie otrzymał 29 czerwca 1993 i został inkardynowany do diecezji Bismarck. Przez wiele lat pracował jako duszpasterz parafialny, był także wikariuszem biskupim ds. diakonatu stałego (1999–2002) oraz dyrektorem kurialnego wydziału ds. formacji stałej duchowieństwa (2008–2012). W latach 2012–2018 był ojcem duchownym Papieskiego Kolegium Północnoamerykańskiego w Rzymie, a po powrocie do kraju objął funkcję rektora kościoła katedralnego.
8 października 2019 papież Franciszek mianował go ordynariuszem diecezji Helena. Sakry udzielił mu 20 listopada 2019 metropolita Portland – arcybiskup Alexander Sample.